# Border Song
"Border Song" is een nummer van Elton John, geschreven door Elton John met tekst van Bernie Taupin.
Het is een gospelnummer met pianobegeleiding van John. Onder meer Madeline Bell en Roger Cook zingen in het achtergrondkoor. Het nummer is afkomstig van Johns tweede album Elton John en werd in het voorjaar van 1970 uitgebracht als de eerste single van deze elpee. Het was daarmee Johns eerste single die van een album afkomstig is en de vierde single in totaal.
De single leidde, net als Johns drie voorgaande singles, niet tot succes in de hitlijsten in Johns eigen Verenigd Koninkrijk. De single werd een paar maanden later in Noord-Amerika uitgebracht en bereikte daar wel de hitlijsten. In Canada werd de 34e positie behaald, wat voor Elton John de eerste hit in welk land dan ook was. Het was ook Johns eerste hit in de Verenigde Staten, hoewel het nummer niet verder kwam dan plek 92 in de Billboard Hot 100. In Nederland stond het nummer eind 1970/begin 1971 vier weken in de Top 40 met plek 29 als hoogste positie.
In oktober 1970 bracht soulzangeres Aretha Franklin een cover van het nummer uit onder de titel "Border Song (Holy Moses)". Dit nummer werd ook opgenomen op Franklins succesvolle album Young, Gifted and Black uit 1972. Deze single werd een grotere hit in de Verenigde Staten en haalde de 37e plek. 
Andere artiesten die het nummer gecoverd hebben zijn Willie Nelson, Sophie B. Hawkins en Mia Martini.

## NPO Radio 2 Top 2000
| Nummer met noteringen in de NPO Radio 2 Top 2000 | '99  | '00  |
| ------------------------------------------------ | ---- | ---- |
| Border Song                                      | 1593 | 1987 |

1. ↑  Een vetgedrukt getal geeft de hoogste notering aan.
2. ↑  Deze tabel is bijgewerkt tot en met de laatste editie (2024).